# Sumulael
Sumulael (Sumu-la-El, Šumulael, Sumulad) byl druhým králem Babylónu 1. dynastie. Vládl přibližně v letech 1880–1845 př. n. l. Na trůně vystřídal zakladatele dynastie Sumu-abuma a ve 29. roce vlády nechal vybudovat hradby kolem Sipparu.
Podle záznamů dobyl město Kiš a vedl několik válek proti panovníkům města Kazallu.